# Irena Karpa
Irena Karpa (en ucraïnès, Ірена Карпа, Txerkassi, RSS d'Ucraïna, 8 de desembre de 1980) és una escriptora, cantant, compositora, periodista, presentadora de televisió i activista ucraïnesa. Per quatre anys, des d'octubre del 2015 va ser l'agregada cultural / primera secretària per afers culturals de l'Ambaixada d'Ucraïna a França. Membre del PEN ucraïnès. Ha publicat novel·les, novel·letes, relats breus, assaig i periodisme. Guardonada amb els premis Hranoslov (1999) per a joves escriptors i Best Ukrainian Awards en la categoria "Escriptor/-a més de moda" (2006), mentre que el seu llibre No li ho diguis a ningú (Тільки нікому про це не кажи) ha sigut nominat Llibre de l’any 2022 per la BBC Ucraïna.

## Biografia
Irena Karpa va néixer el 8 de desembre de 1980 a Txerkassi. Dos anys més tard, la família es va traslladar a Ivano-Frankivsk, i d'allà a Iaremtxe, a la zona dels Precarpats (Prykarpàttia). La formació secundària la va fer en una escola pública, i a més va formar-se en una escola d'art.
Cada estiu visitava la seva àvia a Txerkassi, i als 11 anys va començar a comunicar-se plenament en ucraïnès, en una època en què a Txerkassi predominava el rus, o més ben dit, el súrjik (la combinació aleatòria d'ucraïnès i rus).
El 1998, ingressà a la Universitat Nacional Lingüística de Kíiv, al departament de filologia francesa. Després d'obtenir la llicenciatura l'any 2003, va completar un Màster en Filologia Estrangera, especialitzada en «Llengües anglesa i francesa». El tema de la seva tesi fou «Manifestacions de l'arquetip de la Gran Mare a les novel·les de Michel Houellebecq Partícules elementals i de Iurkó Ízdryk Doble Lleó (Подвійний Леон)».

### Música

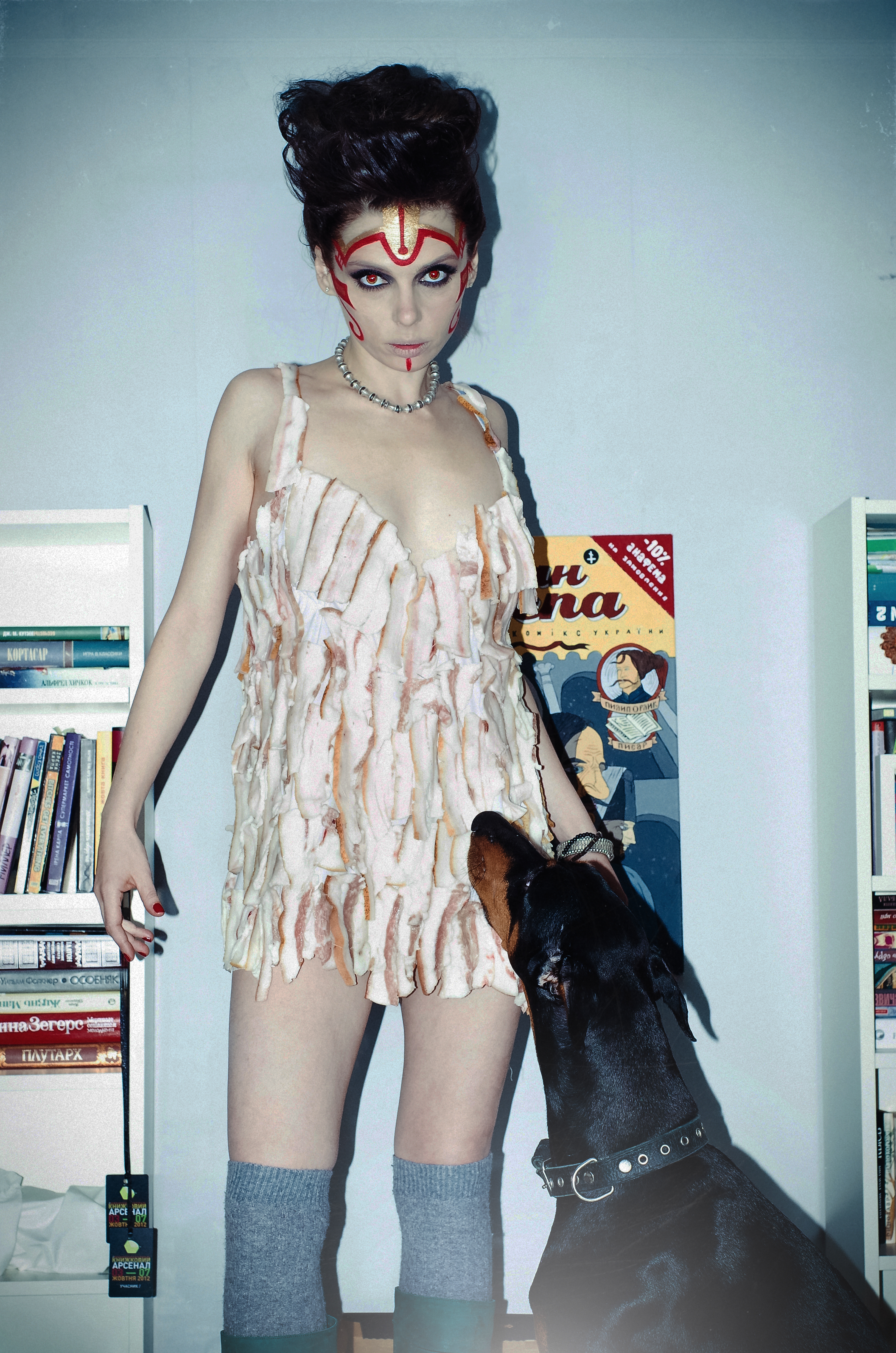
Karpa abans del seu concert de telonera per Marilyn Manson a Kíiv el 2012. Porta un vestit fent íntegrament de salo, la cansalada emblemàtica d'Ucraïna.

Mentre encara estudiava a l'escola secundària, Karpa participà en un conjunt de vent. Als 16 anys, va gravar la seva primera cançó "Esperaré". Es dedicava a la veu en el temps lliure mentre estudiava a la universitat, i en aquell moment va conèixer Oleh Artym, el guitarrista i líder del grup Faktytxno Sami («Фактично Самі», "De fet, nosaltres mateixos"). Després d'haver gravat la cançó electrònica "Aire" amb ell com a experiment, la Karpa aviat s'uneix al grup i es converteix en la vocalista i baixista de la banda. El primer disc "D.dkova hra" (Joc del dimoni) va ser gravat en secret durant tres nits a l'estudi on reballava l'Artym.
Després del primer disc, l'amic de la Karpa, Artur Danielian, es va unir a la banda com a baixista. L'any 2000, tots tres van començar a gravar el segon disc «B. P. P.» (Болєзні Пєвчіх Птіц, Boliezni Pievtxikh Ptits)" (que vindria a ser «M. O. C.», Malaltia d'ocells cantaires), completat l'any 2001 ja al seu estudi Fuck!Submarine. El següent àlbum «Kosmitxnyi vakuum» («Космічний вакуум», Buit còsmic) es va gravar un any després. Al mateix temps, van gravar el primer vídeo musical de la banda amb la cançó "Kod" (Codi) de l'àlbum "Buit còsmic".
El 2003, la Karpa va gravar les parts vocals per als dos àlbums següents i va anar a Indonèsia durant un any, fent de voluntària i activista. En la seva absència, l'Artym i el Danielian van continuar treballant en àlbums, i la violoncel·lista Ievhènia Smolianínova es va unir a la banda. A finals de 2004, es va llançar «Kurva Cum Back», seguit el 2005 de l'àlbum «Lo-Fi TRavmy» («Lo-Fi TRавми», Traumes en Lo-Fi). Van fer una gira per tot Ucraïna amb el nou bateria Andríi Kohut.
El 2007, Faktytxno Sami va llançar el "Kosmitxnyi vakuum" (Buit còsmic), gravat anteriorment, i va canviar el seu nom a Qarpa. Ja en aquesta nova guisa, el mateix any, el grup va presentar un altre disc «IN ЖИР» (FI GA / EN GREIX). Una de les cançons, «Клей» (Cola), la va escriure el líder de Skriabin, Andríi Kuzmenko, i a la cançó «Леді Ду» ("Lady Du"), juntament amb la Karpa, canta el vocalista de Тартака (Tartaka), Saixkó Polojinskyi.
El setembre del 2011, l'àlbum "& I made a man" es va presentar al club Crystal Hall de Kíiv. L'àlbum va ser creat durant deu anys i inclou cançons en anglès, espanyol i francès. En quant al gènere, és una barreja de trip-hop, europop, industrial i llatí. El desembre del 2012, Karpa i la banda van fer de teloners pel concert de Marilyn Manson a Kíiv. Ella anava amb un vestit fet íntegrament de salo (cansalada), una menja típica ucraïnesa.
El maig del 2015, Qarpa va llançar l'àlbum «Made in China», i al juliol va presentar el videoclip «La mida importa» («Розмір має значення», Rózmir màie znàtxennia), de la cançó «Adeu i bon vent» («Допобачення») d'aquest àlbum. El novembre de 2015, la banda va actuar en un concert conjunt amb Kozak System al club de Kíiv "Sentrum", interpretant temes de «Made in China».

### Literatura

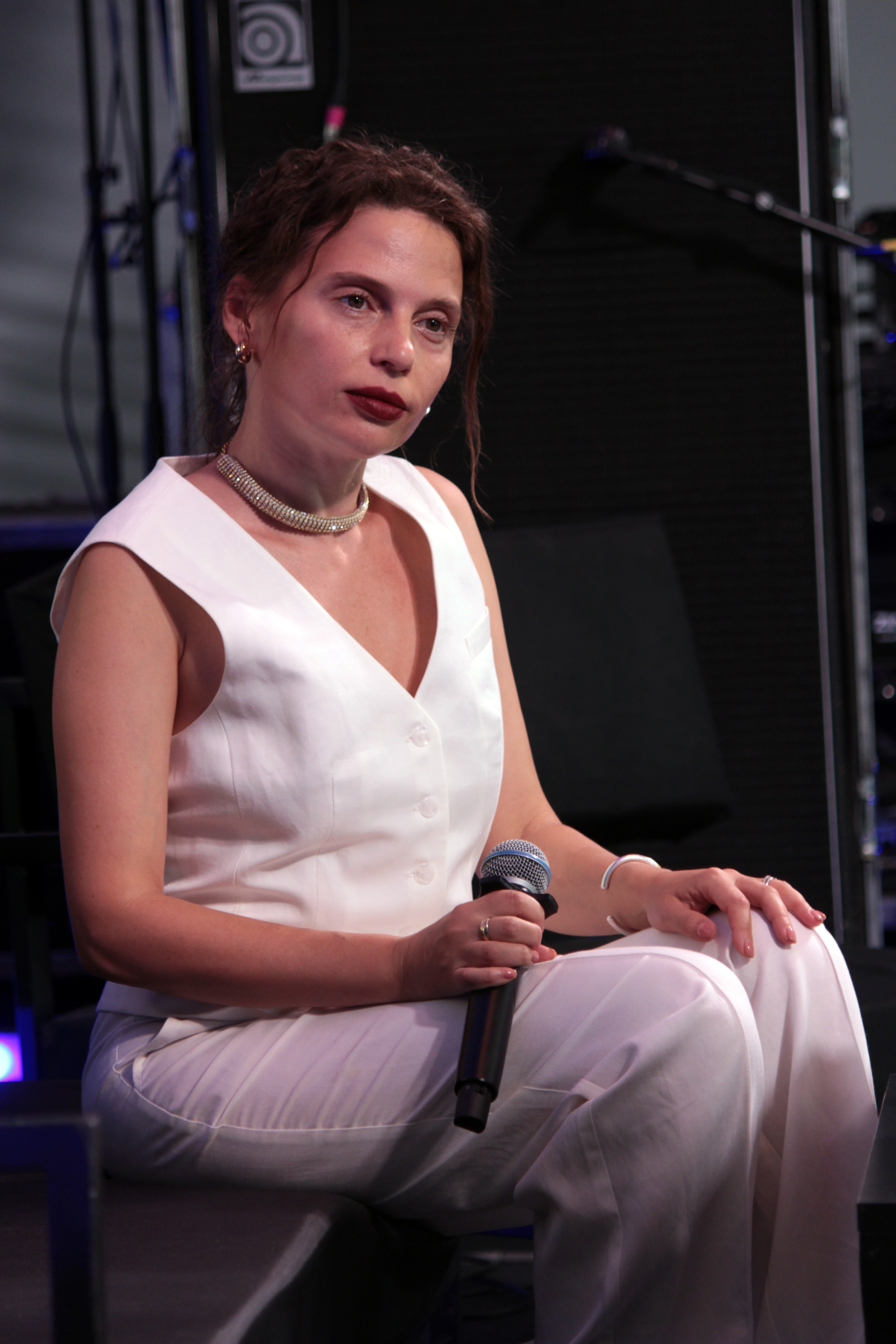
Irena Karpa al festival literari internacional Book Arsenal de Kíiv el 2021.

El 2001, l'antic productor del grup "Faktytxno Sami" Oleh "Mokh" Hnàtiv (que més tard es va convertir en el productor del grup Perkalaba), va mostrar els textos de la Karpa al seu amic Iurii Ízdrik, l'editor en cap de la revista literària Txètver. Com a resultat, la història "Biliàvtxik" i després "Somnis de Jericó" es van publicar a Txètver. Al mateix temps, Karpa va començar a publicar-se a la revista juvenil Molokó, on fins al 2009 va dirigir una columna sobre sexe sota el pseudònim de Sòia Los.
El primer llibre de Karpa, Enderrocs del cremat («Знес Паленого», Znes pàlenoho), es va publicar l'any 2002 a Ivano-Frankivsk. Comprenia la novel·la curta "50 minuts d'herba" i el relat breu "Somnis de Jericó". Aquestes mateixes obres, juntament amb el conte "Ganeixa i síncope" i la novel·la interactiva "La caça a Hèlsinki" conformen el volum 50 minuts d'herba («50 хвилин трави»), publicat l'any 2004 per l'editorial Folio («Фоліо»). El mateix any, Folio va publicar la novel·la Freud ploraria («Фройд би плакав»), que va ser el resultat del viatge de Karpa al sud-est asiàtic. Una altra novel·la es va convertir en el seu quart llibre, Porno de nacre (Supermercat de la solitud) [«Перламутрове Порно (Супермаркет самотності)»], que va ser publicat el 2005 per l'editorial Duliby («Дуліби») i la cinquena novel·la, Bitches Get Everything («Bitches Get Everything»), publicada l'any 2006 pel Club de lectors "oci familiar" - KSD («Клуб сімейного дозвілля» - КСД).
El 2006 es va publicar una traducció polonesa de la novel·la Freud ploraria, així com les traduccions al txec i búlgar de la novel·la Porno de nacre (Supermercat de la solitud), i el 2007, la traducció polonesa de 50 minuts d'herba i russa de Porno de nacre. El 2008, KSD va reeditar Porno de nacre sota el títol Supermercat de la solitud. Porno de nacre, i va publicar un nou llibre de la Karpa, El bé/els bens i el mal («Добло і Зло»), presentat al Fira del llibre de Lviv (Fòrum d'Editors de Lviv). El bé/els bens i el mal consta de dues parts: "El fantasma de la meva escola" amb escenes breus de la infància i "El planeta de les putes", amb històries de la vida adulta. A principis de 2009, el llibre El bé/els bens i el mal va rebre l'antipremi "La Bombolla d'Or". Al mateix temps, segons la qualificació dels lectors de la revista Korrespondent, el volum va ser inclòs entre els deu millors llibres ucraïnesos del 2009.
El 2010, la novel·la breu Caramels, fruites i embotits («Цукерки, фрукти і ковбаси») es va incloure a la col·lecció "Decameron. 10 novelistes ucraïnesos dels darrers deu anys", publicat per l'aniversari de l'editorial KSD. El llibre Pizza "Himàlaia" («Піца „Гімалаї“») sortí el setembre de 2011. Karpa el va escriure mentre estava a l'Himàlaia, i va descriure el seu contingut com "un diàleg entre el cristianisme i el budisme". El 2012, KSD va fer una altra reedició d'una obra de la Karpa, Bitches Get Everything sota el títol «Суки отримують все» i va publicar el seu nou llibre De la rosada, de l'aigua i de bassals («З Роси, з Води і з Калабані»). Aquest últim descriu irònicament la vida a Iaremtxe durant els últims anys de l'URSS i després de la independència d'Ucraïna, així com la història de la noia ucraïnesa Kropyva, immigrant laboral a París. El llibre va ocupar el primer lloc entre les millors vendes de l'editorial KSD al Festival Internacional "Arsenal del Llibre" a Kíiv.
L'any 2013, l'escriptora va posar en marxa el projecte interactiu, "Històries de les meves dones". Aquest projecte es va crear perquè les dones puguin compartir les seves històries. Aviat va surgir un periòdic del mateix nom. El 2014 es va publicar el recull dels seus assaigos, entrevistes i articles, "Escriptora, cantant, viatgera". El mateix any, el llibre Baby travel. Viatges amb infants, o Com no convertir-se en una gallina («Baby travel. Подорожі з дітьми або, Як не стати куркою»), amb històries iròniques sobre viatjar a diferents països del món amb la mainada. A la primavera del 2015, a cura de l'autora, va sortir el recull Voluntaris. Mobilització del bé («Волонтери. Мобілізація добра»), que incloïa diverses obres de la mateixa Karpa, així com poemes, contes i assaigs d'altres autors ucraïnesos. L'any 2019, després d'una llarga pausa, la Karpa va presentar la seva novel·la Bones notícies des del Mar d'Aral («Добрі новини з Аральського моря»).El llibre es va presentar al IX Festival Internacional "Arsenal del Llibre" a Kíiv. L'editorial Knigolove («Книголав») va qualificar la novel·la de Karpa com el llibre més popular del festival. Més de 1000 visitants van comprar-ne còpies.

### Política

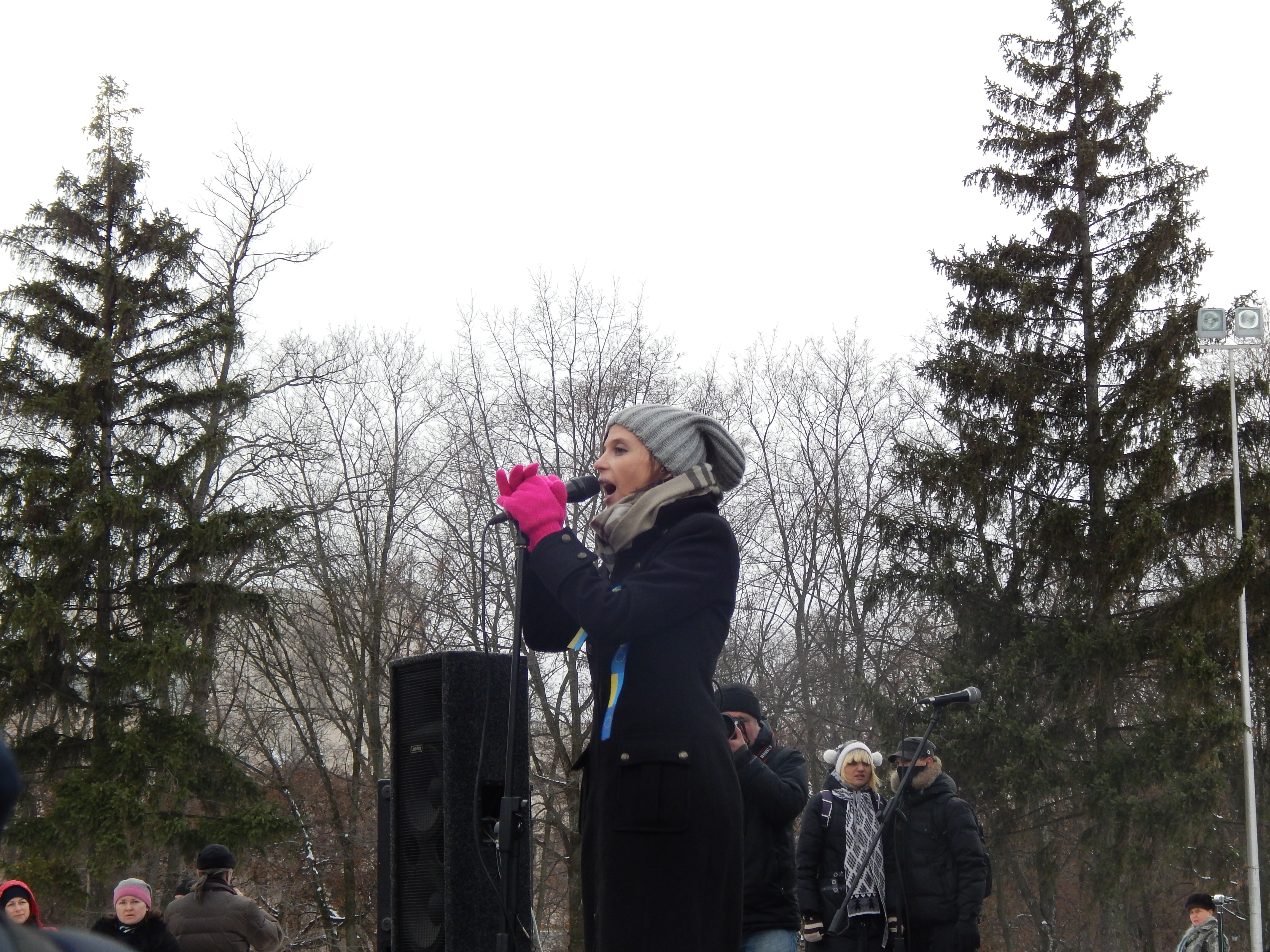
Karpa a l'Euromaidan de Khàrkiv (2013)

### Altres

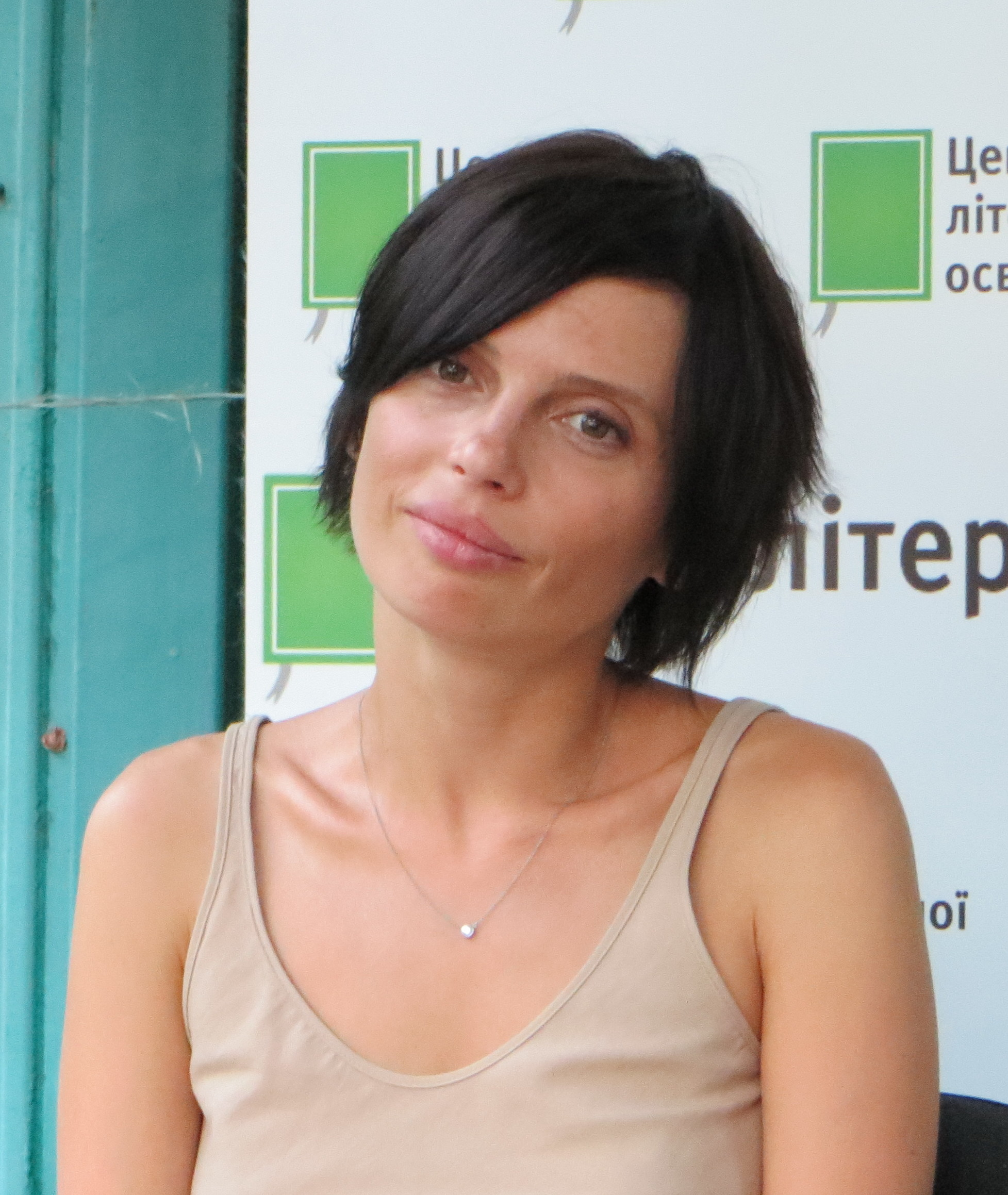
Irena Karpa fent una conferència el 2015 a Kíiv.

## Premis
Guardonada amb els següents premis:
Literatura
- 1999: Gran Premi del Hranoslov («Гранослов»), premi internacional per a joves escriptors en llengua ucraïnesa.[34]
- 2006: Best Ukrainian Awards en la categoria d'"Escriptor/-a més de moda" (Премія Best Ukrainian Awards у номінації «Наймодніша письменниця»).[34]
- 2022: No li ho diguis a ningú (Тільки нікому про це не кажи), nominat Llibre de l’any 2022 per la BBC Ucraïna.[35]

Música
- 1997: Primer premi en el gènere de rock al festival Txervona ruta («Червона рута») a Khàrkiv.[36]

## Àlbums
- Joc del dimoni («D.дькова гра», D.dkova hra, 1999)
- B. P. P. («Б. П. П.» 2001)
- Buit còsmic («Космічний вакуум», 2001)
- Kurva Cum Back («Kurva Cum Back», 2004)
- Fucktytxno Sami (el millor de 1995–2004) [«Fuckтично Самі (Best Of 1995–2004)»], (2004)
- TRauma Lo-Fi, («Lo-Fi TRавми», 2005)
- FI GA / EN GREIX («IN ЖИР», IN JYR, 2007)
- & I Made a Man («& I Made a Man», 2011)
- Made in China («Made in China», 2015)